# آروو لیندن
آروو لیندن (فنلاندی: Arvo Lindén; ۲۷ فوریهٔ ۱۸۸۷ – ۱۴ مارس ۱۹۴۱) کشتی‌گیر اهل فنلاند بود.
وی در مسابقات کشوری و بین‌المللی در مجموع برندهٔ ۱ مدال برنز شده‌است.